# 7 av. J.-C.
Cette page concerne l'année 7 av. J.-C. du calendrier julien.

## Événements
- 31 janvier : triomphe de Tibère à Rome après sa campagne contre les Germains[1].
- 7 mai[2] : début du règne de Aidi (25 à 1 av. J.-C.) empereur Han de Chine[3].
- Été : pacification des Alpes, commémorée par le trophée de La Turbie (Trophée des Alpes, 7-6 av. J.-C.)[4].

- Rome est divisée en 14 régions administratives[5]. Sept cohortes de vigiles, constituées d’affranchis, sont mises sur pied pour lutter contre les incendies et assurer la police nocturne. En réorganisant les quartiers et les vici à Rome, l’empereur rétablit les collèges chargés du culte des Lares placés aux carrefours (collegia compitalitia) auxquels on joint la célébration du Génie de l’empereur vivant.
- À Rome, 320 000 personnes bénéficient de distribution gratuite de céréales[6].
- Dédicace du Portique de Livie dans le quartier du Subure à Rome[7].

## Naissances
- Date de naissance possible pour Jésus de Nazareth, hypothèse étayée par  le recensement ordonné par Auguste l'année précédente pour la 20e année du Principat[8].